# Análisis paradigmático
El análisis paradigmático o estudio de las relaciones paradigmáticas se refiere al estudio de los paradigmas presentes en un texto más que en su estructura superficial (sintaxis), cuyo estudio es llevado a cabo por el análisis sintagmático.
El análisis paradigmático frecuentemente hace uso de la prueba de conmutación, es decir, el análisis basado en sustituir palabras del mismo tipo unas por otras para apreciar los cambios de connotación.

## Definición de los términos
En semiótica, el signo es uno de los ladrillos fundamentales usados para construir el significado. El significado está codificado por el emisor y debe ser decodificado por el receptor en función de su experiencia pasada, colocando el mensaje en el contexto cultural apropiado. Los signos individuales pueden colocarse juntos o formando signos más complejos, es decir, combinándolos lingüísticamente: los grupos de sonidos forman palabras, los grupos de palabras forman oraciones, las oraciones forman narrativas, etc. Los signos construidos se llaman "sintagmas" y cada colección de ellos puede ser un "paradigma".